# Benedykt Sęk
Ks. Benedykt Sęk (ur. 18 sierpnia 1932 w Mławie, zm. 17 grudnia 1978 w Krakowie) – polski duchowny starokatolicki, administrator diecezji krakowsko-częstochowskiej Kościoła Polskokatolickiego w RP w latach 1966-1978.
Benedykt Sęk urodził się w Mławie. W okresie II wojny światowej naukę zdobywał na kompletach tajnego nauczania. W 1946 rozpoczął we Wrocławiu studia teologiczne, które ukończył w Krakowie, a następnie przyjął w 1957 święcenia kapłańskie z rąk bpa Juliana Pękali w katedrze Świętego Ducha w Warszawie. Po odbytym wikariacie we Wrocławiu otrzymał na probostwo parafię Świętego Izydora Rolnika w Gródkach, w kolejnych latach duszpasterzował także w Bielsku-Białej, Kielcach, Łękach Dukielskich i Radomiu. We wrześniu 1965 został dziekanem radomskim. 5 lipca 1966 został wybrany na administratora diecezji krakowskiej. Od 1966 do śmierci sprawował także funkcję prezesa oddziału krakowskiego Polskiej Rady Ekumenicznej. Od 29 listopada 1978 przebywał w szpitalu, zmarł wieczorem 17 grudnia 1978. Pogrzeb odbył się 21 grudnia 1978 w Krakowie.